# Convenzione relativa all'obbligo di diligenza delle banche
La CDB è un accordo privato fra le banche elaborato nel 1977 dall'ASB, in seguito a scandali che hanno gettato ombre sulla piazza finanziaria svizzera. Quando è stato stipulato, ogni banca era libera di decidere se sottoscriverlo o meno; oggi invece la sua ottemperanza è d'obbligo, dato che la FINMA considera la CDB 20 come standard minimo per una gestione irreprensibile (Art. 35 ORD-FINMA). 
Se una banca non dovesse attenersi all CDB, incorrerebbe nelle sanzioni previste dalla LRD e nei provvedimenti della FINMA (ad esempio la revoca dell'autorizzazione). La banca è tenuta inoltre a versare all'ASB una multa per un importo massimo di 10 milioni di CHF; tale somma è interamente devoluta alla Croce Rossa.

## Scopi
Gli obiettivi della CDB sono i seguenti
- Salvaguardare la buona reputazione del sistema bancario svizzero in Svizzera e all'estero
- Fornire un apporto efficiente alla lotta contro il riciclaggio di denaro e il finanziamento del terrorismo
- Concretizzare gli obblighi di diligenza previsti dalla LRD in merito all'identificazione del contraente e all'accertamento dell'avente diritto economico su valori patrimoniali e del detentore del controllo presso persone giuridiche e società di persone

## Campo di applicazione
Sottostanno alla Convenzione di diligenza le banche e i commercianti di valori mobiliari con tutte le loro sedi, filiali e agenzie stabilite in Svizzera, ma non le loro succursali, rappresentanze e società affiliate stabilite all’estero (art. 1 CDB 20). 

## Nature legale
La Svizzera dispone di norme severe per combattere il riciclaggio di denaro e il finanziamento del terrorismo. L'accordo sul Codice di comportamento delle banche svizzere in materia di diligenza è stato emanato come autodisciplina dall'Associazione svizzera dei banchieri (ASB) (CDB 20). 
Il Codice di condotta professionale della CDB mira a chiarire alcuni obblighi di diligenza regolamentati della legge federale contro il riciclaggio di denaro e il finanziamento del terrorismo (art. 3-5 LRD) nonché il concetto di "diligenza richiesta dalle circostanze" per l'accettazione di valori patrimoniali ai sensi dell'art. 305ter del Codice penale svizzero (art. 2 CDB 20). 

## Struttura del CDB
Dal 1977 la CDB definisce gli obblighi delle banche per quanto riguarda l'identificazione del contraente e la determinazione del titolare del controllo o dell'avente diritto economico. Essa vieta inoltre gli aiuti attivi per la fuga di capitali o l'evasione fiscale.
1. Introduzione (art. 1-3 CDB)
2. Identificazione del contraente (art. 4-19 CDB)
3. Accertamento dell’avente diritto economico su persone giuridiche e società di persone attive sul piano operativo (art. 20-26 CDB)
4. Accertamento dell’avente diritto economico sui valori patrimoniali (art. 27-42 CDB)
5. Delega e disposizioni in materia di monitoraggio (art. 43-46 CDB)
6. Divieto di assistenza attiva alla fuga di capitali (art. 47-52 CDB)
7. Divieto di assistenza attiva all’evasione fiscale e a pratiche analoghe (art. 53-57 CDB)
8. Disposizioni procedurali e di verifica (art. 58-68 CDB)
9. Disposizioni finali (art. 69-70 CDB)

## Violazioni del codice (art. 58-67 CDB)
Con la sottoscrizione della presente convezione di diligenza, la banca dichiara di assoggettarsi alle disposizioni procedurali e di verifica di seguito riportate (art. 58 VSB). 
Le società di revisione previste dalla legge bancaria sono incaricate di verificare il rispetto dell'accordo da parte delle banche. Indagini speciali e una commissione di vigilanza CDB valutano le violazioni. In caso di violazione del codice di condotta professionale, alla banca colpevole può essere inflitta una sanzione contrattuale fino a 10 milioni di franchi, che l'ASB devolverà in seguito a una causa caritatevole.

## Novità di maggiore rilevanza della CDB 20
- Operazioni di cassa: il valore di soglia per l’identificazione del contraente viene ridotto da CHF 25 000 a CHF 15 000;

- Apertura di conto senza documentazione completa: la regolamentazione secondo cui un conto può essere aperto senza che siano presenti tutti i dati o i documenti relativi a controparte, detentore del controllo e avente diritto economico è stata inasprita. Dopo 30 giorni il conto deve essere bloccato per tutti i movimenti in entrata e in uscita e la relazione d’affari deve essere in ogni caso estinta qualora i dati o i documenti mancanti non possano essere apportati;

- Video-identificazione e identificazione online: la Circolare FINMA relativa all’identificazione in modalità video e online è stata recepita formalmente nella CDB;

- Procedura abbreviata davanti alla commissione di sorveglianza: le disposizioni relative alla procedura abbreviata sono state aggiornate.[2]